# Синчец (село)
Синчѐц е село в Южна България, община Ардино, област Кърджали.

## География
| Население по години | Население по години |
| ------------------- | ------------------- |
| 1934 г.             | 719 души            |
| 1946 г.             | 772 души            |
| 1956 г.             | 802 души            |
| 1975 г.             | 714 души            |
| 1985 г.             | 458 души            |
| 1994 г.             | 89 души             |
| 2003 г.             | 70 души             |
| 2014 г.             | 87 души             |
| 2018 г.             | 91 души             |

Село Синчец се намира в най-източната част на Западните Родопи, на 5 – 10 km западно от границата им с Източните Родопи. Разположено е по билото на едно от разклоненията в централната част на Жълти дял, спускащо се на юг към долината на река Кюпрюдере, ляв приток на Джебелска река. Надморската височина в северния край на селото е около 830 m, а в южния – около 720 m.
На около 5 km на юг-югозапад от Синчец, отвъд долината на Джебелска река, се намира връх Аладà.
Близки селища на село Синчец са общинският център град Ардино – на около 4,5 km на северозапад и селата Ленище – на около 3,5 km на североизток, Църквица – на около 3,5 km на изток и Гърбище – на около 1,5 km на югозапад. До Синчец води общински път – югозападно отклонение от третокласния републикански път III-5082.

## История
Селото – тогава с име Дура бейлер – е в България от 1912 г. Преименувано е на Синчец с министерска заповед № 3775, обнародвана на 7 декември 1934 г.
Към 31 декември 1934 г. село Синчец се е състояло от махалите Алиолар, Исламолар, Овощник (Алмалъ̀), Пърчево (Шабанлар), Сароллар, Салифолар, Соколница (Дуванджилар), Търница (Ахмедолар), Узово (Хрюстемоолу), Фурна (Далджа), Хаджиолар и Члаклар.
В Държавния архив Кърджали, във фонд 225 от масив „С“ се съхраняват документи на/за Народно основно училище „Васил Коларов“ – с. Синчец, Кърджалийско от периода 1949 – 1997 г. Във връзка с промените в наименованието на фондообразувателя през съответни периоди, училището е:
– Частно турско училище (1944 – 1949);
– Народно основно училище „Васил Коларов“ (1949 – 1980) и
– Основно училище „Васил Коларов“ (1981 – 1997).

## Население
Преброяване на населението през 2011 г.
Численост и дял на етническите групи според преброяването на населението през 2011 г.:
|                     | Численост | Дял (в %) |
| Общо                | 58        | 100,00    |
| Българи             | 0         | 0,00      |
| Турци               | 48        | 82,75     |
| Цигани              | 0         | 0,00      |
| Други               | 0         | 0,00      |
| Не се самоопределят | 0         | 0,00      |
| Неотговорили        | 8         | 13,79     |

## Религии
В село Синчец се изповядва ислям.

## Обществени институции
Село Синчец към 2020 г. е център на кметство Синчец.
Молитвеният дом в село Синчец е джамия.